# Петровский (Ордынский район)
Петровский — посёлок в Ордынском районе Новосибирской области России. Административный центр Петровского сельсовета.

## География
Площадь посёлка — 124 гектаров.

## Население
| 2002 | 2007  | 2010  |
| ---- | ----- | ----- |
| 1390 | ↗1470 | ↘1251 |

## Инфраструктура
В посёлке по данным на 2007 год функционируют 1 учреждение здравоохранения и 2 учреждения образования.